# Benito Martínez Gómez Gayoso
Benito Martínez Gómez Gayoso (Parada de Arriba, 1700-Madrid, 4 de diciembre de 1787) fue un gramático español. Ocupa un lugar destacado en la historiografía gramatical española por ser el autor de una gramática castellana, titulada Gramática de la lengua castellana reducida a breves reglas y fácil método para la instrucción de la juventud (1743). Según el parecer de algunos gramáticos, esta gramática se considera la más relevante del siglo XVIII. Gayoso también es conocido por vituperar agriamente la gramática elaborada por el valenciano Fray Benito de San Pedro de la Escuela Pía, publicada en 1769, y que lleva por nombre Arte de romance castellano, dispuesta según sus principios generales i uso de los mejores autores. Dicha crítica se recoge en la obra Conversaciones críticas sobre el libro intitulado «Arte del Romance Castellano» que Martínez Gayoso publicó en 1780 con el pseudónimo de don Antonio Gobeyos.

## Biografía
Nació en Alberguería de la Valmuza, en la localidad de Parada de Arriba (Salamanca). Durante dieciocho años, fue profesor de Filosofía, Cánones y Humanidad en la Universidad de Salamanca. También desempeñó el cargo de Archivero de la Cámara de Castilla, donde traducía y revisaba bulas, privilegios y ejecutorias. Finalmente, fue trasladado a la Secretaría de Estado en 1747.
Según algunos historiadores, Gayoso fue el primer Archivero de Estado y, además, fue Tesorero y Censor de la Academia de la Historia.
Gayoso sufrió de achaques leves desde que falleció su primera esposa en 1774. Este problema de salud y el hecho de volver a casarse al año siguiente con la vizcaína María Caro Escudero se convirtieron en las dos principales causas que lo distanciaron del Archivo, por lo que finalmente abandonó su puesto vacante cediéndoselo al Oficial Belezar.

## Sus ideas gramaticales
La Gramática de la lengua castellana reducida a breves reglas y fácil método para la instrucción de la juventud toma como fuente a grandes referentes humanísticos —tales como Nebrija, Aldrete, Bartolomé Jiménez Patón, entre otros.
En las páginas de Gayoso se observa un influjo tomado de la gramática de Antonio de Nebrija, conservando como tópico la imitación y copia de los tratados clásicos, pues, como indica Lázaro Carreter, los esquemas impulsados por Nebrija en el siglo XV persisten todavía en el siglo XVIII, en personajes como Jovellanos, González Valdés y, por supuesto, el propio Benito Martínez Gayoso.
La Gramática de la lengua castellana reducida a breves reglas y fácil método para la instrucción de la juventud asume —como el propio título señala— un método didáctico en función de los objetivos que el autor había establecido en su prólogo, ya que se propone acercar la gramática a niños y jóvenes en un momento histórico en el que se sufre la decadencia política de la Casa de Austria y el reinado de Felipe V. De este modo, bajo la idea de que la lengua acompaña al imperio, la corona crea una Corporación dedicada «à limpiar, purificar, fijar y esclarecer la noble lengua española, y à procurar la dichosa restauración de las letras», postura que adoptó Martínez Gayoso y que, posteriormente, se convertiría en el lema de la RAE.
La importancia que se concede a su labor gramatical radica en servir de base para la publicación de la primera edición (1771) de la Gramática de la lengua castellana de la Real Academia Española.

## Obras principales
- Gramática de la lengua castellana reducida a breves reglas y fácil método para la instrucción de la juventud (1743)

- Conversaciones críticas sobre el libro intitulado «Arte del Romance Castellano» (1780): Obra en la que Gayoso critica peyorativamente al Arte del romance castellano (1769). Se asevera que esta obra perteneciente al escolapio Benito de San Pedro se fue confeccionando a partir de fragmentos procedentes de textos ajenos, pues lo acusa de haber plagiado la Ortografía Española de Antonio Bordazar (1728) y de haber añadido literalmente fragmentos de las Reglas de Orthographia de Nebrija (1517) y de las Reflecciones de Gregorio Mayans (1735). En el comunicado dirigido al excelentísimo señor director de la Real Academia Española, Gayoso define la obra como <<un admirable fenómeno literario que deslumbra en lugar de alumbrar a la Juventud porque atropella el uso, la costumbre y los Establecimientos de la Real Academia Española>>, y la califica sin temor de obra inútil y perniciosa para la enseñanza, ya que, aparte de expresar ideas confusas y contradictorias entre sí, llega a aunar la gramática latina con la castellana. En referencia a su estructura, la obra se compone de un total de cinco conversaciones entre dos interlocutores, don Antonio Gobeyos y don Juan Zurreño.

## Obras manuscritas
- Para las observaciones de la lengua castellana (c. 1739)
- Discurso apologético, probando que la antigua Ulia estuvo donde aora Montemayor (c.1749)
- Colección de papeles de todas las Erecciones de los Consejos de la Corte y sus Tribunales; de todas las Chancillerías y Audiencias del Reyno; Etiquetas de Palacio y formularios de Embaxadores; Instrucciones de los Archivos de España, y Memorias antiguas de las prerrogativas del Secretario del rey y tratamiento de señor (1726-1749)